# Зарипов, Аннамухамед Зарипович
Аннамухамед Зарипович Зарипов (21 мая 1947 года, пос. Сакар-Чага, Сакар-Чагинский район, Марыйская область, Туркменская ССР, СССР) — заслуженный художник России, почётный член Российской академии художеств, член Союза кинематографистов России, Московского союза художников, Творческого союза художников России, где является членом правления и председателем секции искусствоведов. Коллекционер.

## Биография
Родился в 1947 году в поселке Сакар-Чага Туркменской ССР.
- 1962 — окончил с отличием Художественное училище в Ашхабаде.
- 1968 — окончил (с отличием) Всесоюзный государственный институт кинематографии, художественный факультет у профессора Ю.И. Пименова. С этого же года живёт в Москве — и участник московских, республиканских, всесоюзных и зарубежных выставок.
- 1976 —  член Союза художников России.

Участник международных биеннале в Индии, Бангладеш, Турции.
Аннамухамед Зарипов родился в 1947 г. в туркменском ауле Сакар-Чага («полосатая пустыня»), близ руин древней столицы Великих Сельджуков – Мерва. С детства, непосредственно общаясь с наследием предков, будущий художник увлекся рисованием, лепкой из глины, а также собирательством древних черепков, амфор, старинных туркменских украшений, монет и т.д. Это увлечение оказалось призванием на всю жизнь.
Закончив восемь классов, несмотря на запрет отца, уехал в Ашхабад и без всякой подготовки поступил в художественное училище, которое закончил с отличием в 1966 г. После этого поехал в Москву и поступил во Всесоюзный государственный институт кинематографии на художественный факультет. Уже во время учебы оформил несколько спектаклей в Москве и Ашхабаде, работал на студии "Туркменфильм", получил первые заказы на живописные работы, начал систематическую собирательскую деятельность преимущественно в среде московских художников. Впервые произведения А. Зарипова были выставлены в 1968 г. на Республиканской молодежной выставке в Ашхабаде. С тех пор он провел порядка двадцати персональных выставок в России и за рубежом.
Оформление пьесы бразильского драматурга Г.Фигейреду «Лиса и виноград» в 1976 году принесло ему всесоюзное признание. Сценография стала для Зарипова трамплином в мир большого искусства. Но в театре он не остался, так же как не остался и в кино. Его талант нашел свою реализацию в станковой живописи.
Работы Зарипова находятся во многих музеях, включая Третьяковскую галерею, Русский музей, Музей искусств народов Востока, Московский музей современного искусства, Музей Людвига в Кельне, Национальный музей в Варшаве, Музей Чюрлениса в Каунасе и Ашхабадский музей изобразительных искусств, а также в частных коллекциях Европы, США, Японии, Индии, Бангладеш.
Свою собирательскую деятельность Зарипов начал в 1973 году (живопись, графика, скульптура). Многие годы Зарипов собирает произведения не только известных «признанных» авторов, но и художников, чьи искренность, талант и творения не были достойно оценены и признаны при их жизни. С 1977 года Зарипов устраивал в Московском Клубе живописцев выставки ранее «запрещенных» или незаслуженно забытых мастеров. Систематически показывать свою коллекцию Зарипов начал лишь с 2002 года. Примечательно, что он не отделяет ее от собственного творчества, демонстрируя их в тандеме. В составе коллекции, которую художник называет "Музеем камерного искусства", - более 3000 произведений, начиная с древних амфор, светильников, черепков, заканчивая произведениями художников XXI в. (живопись, графика, скульптура). Костяком собрания на настоящий момент являются работы московских художников - современников коллекционера, с которыми он в 1960-1980-е годы нога в ногу проходил собственный творческий путь. Это было время активных поисков новых путей в искусстве, которое без преувеличения можно назвать одним из самых ярких периодов отечественного искусства. Одна из принципиальных особенностей коллекционирования Зарипова - близость по духу, пересекаемость творческих устремлений, что позволило приобрести его собранию цельный, музейный характер: художники представлены в развитии, иногда в неожиданных творческих ракурсах. Среди показываемых на выставке произведений - работы Н.Нестеровой и Т.Назаренко, Е.Григорьевой, И. и Л. Табенкиных, М.Фейгина, А.Тышлера, Е.Струлева, В.Шульженко, А.Слепышева, И.Макаревича, А.Гросицкого, Л.Писарева, братьев А. и П.Смолиных, К.Голицыной, В.Янкилевского и др., а также произведения 1920-1940-х гг. (Д.Бурлюк, Л.Жегин, К.Зефиров, В.Пестель, А.Сафронова и др.) и работы 1960-2000-х гг. самого А.З.Зарипова.

Персональные выставки в Москве, по музеям России, Греции, Бангладеш, Америке, Германии. Произведения художника находятся в Третьяковской галерее, Русском музее, во многих музеях нашей страны и за рубежом, в том числе в частных коллекциях. Работает от реализма до авангарда и минимализма. Всегда возвращается к фигуративному искусству. 
Живопись и графика Зарипова также хранится в собрании Ярославского Художественного музея, где состоялись выставки произведений художника и его коллекции в 1988 и 2004 годах.